# Поиск предназначения, или Двадцать седьмая теорема этики
«По́иск предназначе́ния, и́ли Два́дцать седьма́я теоре́ма э́тики» — фантастический роман Б. Н. Стругацкого.
Опубликован под псевдонимом С. Витицкий.

## Сюжет
Главный герой, ленинградский инженер-программист Станислав Красногоров, отмечая тридцатисемилетие со своим лучшим другом Виктором  Кикониным по прозвищу Виконт, впервые явно формулирует мысль, которая не отпускает его уже многие годы: на протяжении всей жизни судьба неоднократно оберегает его в самых различных опаснейших жизненных ситуациях, спасая его от неминуемой, казалось бы, гибели. Пытаясь понять смысл этого явления, а также своё предназначение, герой пишет роман «Счастливый мальчик», в котором приводит доказательства своей избранности судьбой. В поисках мыслей знаменитых философов о предназначении Красногоров обнаруживает теоремы этики, доказанные Спинозой, последняя из которых, двадцать седьмая, формулируется так: «Вещь, которая определена Богом к какому-либо действию, не может сама себя сделать не определённой к нему».
Попытки Красногорова самостоятельно найти своё предназначение тщетны. Он копается в своих желаниях и находит их весьма простыми: ему нужны минимальные успехи в работе и умеренное признание на литературном поприще, хочется просто комфортно жить, никого не обманывая. Он перечисляет свои возможности: неплохо программирует, может писать среднего уровня стишки и тексты. Но есть ещё одна способность, вспоминать о которой приходится нечасто: только Красногоров умеет выводить Виконта из опасных приступов неизвестной болезни. Перед этими приступами бессилен даже секретный медицинский институт, в котором Виконт находится на первых ролях.
Действие романа начинается в 1970 году, когда после хрущёвской оттепели постепенно наступает ужесточение политической цензуры. Красногоров и Виконт оказываются в сфере внимания КГБ, но вскоре выясняется, что дело не в политике: на Красногорова вышел сотрудник отдела паранормальных явлений, который понял важное обстоятельство: люди, которые могли резко изменить жизнь Красногорова или оборвать её, внезапно погибали при странных обстоятельствах. Гэбист, осознав всю мощь Станислава, делится с ним собранной информацией и пытается заручиться его поддержкой, но обстоятельства разлучают его с Красногоровым.
Заключительная часть происходит в 2005 году, когда уже пожилой Красногоров стал известным политиком и намеревается стать президентом России. Он, зная о своей неуязвимости, находит смелость построить свою политическую карьеру на честности с избирателями, а штаб собирает из надёжных и преданных друзей. Но ближе к выборам Красногоров всё явственнее понимает, что честность никем не востребована, и народ поддерживает лишь того, кого боится. 
Вскоре наступает развязка: многолетние опыты Виконта по созданию человеческих клонов достигают определённого успеха: клон Красногорова оказывается способен спасать Виконта от приступа, а сам Красногоров, вознамерившийся остановить опыты по клонированию, погибает так же, как ранее погибали те, кто стоял на его пути.

## Стилистика
Текст романа полон разного рода литературных и культурных аллюзий, много отсылок к популярным произведениям городского и научного фольклора. Название романа отсылает к произведению философа XVII века Б. Спинозы «Этика, доказанная в геометрическом порядке». Эта книга и сама "теорема" упоминается в тексте.
По стилю «Поиск предназначения» связан как с характерными особенностями городской легенды, так и с приёмами фантасмагорической и научно-фантастической прозы. В тексте романа использован приём недоговорённости и фрагментарности письма, альтернативного видения разными персонажами одних и тех же описанных событий.

## История создания и публикации
Работу над романом Б. Н. Стругацкий начал ещё в начале 1990-х годов, но она затянулась. По собственному признанию, «это всё равно что пилить бревно двуручной пилой в одиночку». 
Впервые роман был опубликован в журнале «Звезда» в 1994—1995 годах. Первая книжная публикация вышла в 1995 году в собрании сочинений братьев Стругацких издательства «Текст». С тех пор роман неоднократно переиздавался.

## Литературные особенности
Роман удостоен премии «Странник» (1996) «Интерпресскон» (1996) в номинации «крупная проза».
Критик Дмитрий Львович Быков назвал роман «сопоставимым по ценности с романом М. А. Булгакова „Мастер и Маргарита“».